# Камениця-Шляхецька
Камениця-Шляхецька (пол. Kamienica Szlachecka, нім. Adlig Kamienitza) — село в Польщі, у гміні Стенжиця Картузького повіту Поморського воєводства.
Населення — 1055 осіб (2011).
У 1975-1998 роках село належало до Гданського воєводства.

## Демографія
Демографічна структура станом на 31 березня 2011 року:
|          | Загалом | Допрацездатний вік | Працездатний вік | Постпрацездатний вік |
| -------- | ------- | ------------------ | ---------------- | -------------------- |
| Чоловіки | 550     | 192                | 316              | 42                   |
| Жінки    | 505     | 158                | 274              | 73                   |
| Разом    | 1055    | 350                | 590              | 115                  |